# Oznaczanie (biologia)
Oznaczanie – określanie nazwy taksonu (zwykle gatunku) organizmu (rośliny, grzyba, zwierzęcia, protista, bakterii itd.), zwykle z wykorzystaniem specjalistycznych kluczy do oznaczania, atlasów i innych opracowań naukowych (rzadziej popularnonaukowych). Czynność w badaniach florystycznych, mikologicznych i faunistycznych, jak również w badaniach inwentaryzacyjnych i monitoringowych.